# Massacre na Escola Santa Maria

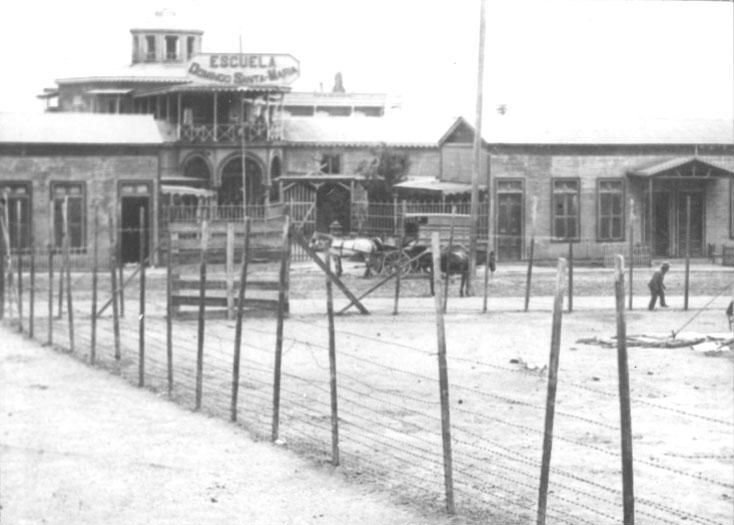
1907

O massacre da Escola Santa María foi um massacre de trabalhadores em greve, principalmente mineiros de salina (nitrato), juntamente com esposas e filhos, cometido pelo Exército chileno em Iquique, Chile, em 21 de dezembro de 1907. O número de vítimas é indeterminado, mas estima-se que ultrapasse as 2 000. Ocorreu durante o auge da era da mineração de nitrato, que coincidiu com o Período Parlamentar na história política chilena (1891-1925). Com o massacre e o reinado de terror que se seguiu, não só a greve foi interrompida, como o movimento operário foi jogado no limbo por mais de uma década. Por décadas depois, houve supressão oficial do conhecimento do incidente, mas em 2007 o governo conduziu uma comemoração altamente divulgada de seu centenário, incluindo um dia nacional oficial de luto e o reenterro dos restos mortais das vítimas.
O local do massacre foi a Escola Domingo Santa María, onde milhares de mineiros de diferentes minas de nitrato no extremo norte do Chile estavam acampados há uma semana depois de convergirem para Iquique, a capital, para pedir a intervenção do governo para melhorar suas condições de vida e trabalho. Rafael Sotomayor Gaete, ministro do Interior, decidiu esmagar a greve, por ataque do exército, se necessário. Em 21 de dezembro de 1907, o comandante das tropas no local, general Roberto Silva Renard, de acordo com esse plano, informou aos grevistas que os grevistas tinham uma hora para se dissolverem ou serem acionados. Quando o tempo acabou e os líderes e a multidão permaneceram firmes, o general Silva Renard deu a suas tropas a ordem de disparar. Uma saraivada inicial que derrubou os negociadores foi seguida por uma chuva de tiros de fuzil e metralhadora contra a multidão de grevistas e suas esposas e filhos que os acompanhavam.